# تاریخ ایران بعد از اسلام (کتاب)
تاریخ ایران بعد از اسلام نام کتابی است از  عبدالحسین زرین‌کوب. او این کتاب را در سال ۱۳۴۳ به چاپ رسانید.
چاپ یازدهم تاریخ ایران بعد از اسلام از عبدالحسین زرین کوب در انتشارات امیرکبیر در سال ۱۳۸۶ منتشر شده‌است.این کتاب شامل هفت بخش: در باب مأخذ و نقد آن‌ها، فرجام روزگار ساسانیان، اسلام در مهد، عرب در ایران، موالی و نهضت‌ها، دنیای هزارویک شب و رستاخیز ایران همراه با یادداشت‌ها خواندنی می‌باشد.
در مقدمۀ این کتاب می‌خوانیم: "تاریخ نه آیینۀ عبرت‌است نه کارنامۀ جهل و جنایت. کسانی‌که با آن چنین شوخی‌ها کرده‌اند در واقع خواسته‌اند بعضی از کسانی را که در تاریخ، نام و آوازه یافته‌اند دست بیندازند یا ستایش و نکوهش کنند.تاریخ راستین سرگذشت زندگی انسان است. سرگذشت انسان‌هاست که زندگی کرده‌اند و حتی در راه آن مرده‌اند. اما آنچه برای مورّخ اهمیت دارد آن نیست که چگونه مرده‌اند، آن است که این‌ها چگونه زیسته‌اند. شک نیست که زندگی از آنچه جهالت و شقاوت انسان خوانده می‌شود هرگز خالی نیست و از اینجاست که در تاریخ صفحه‌های آلوده و تیره هست."